# Dacnis cayana
Dacnis cayana là một loài chim trong họ Thraupidae.

## Hình ảnh

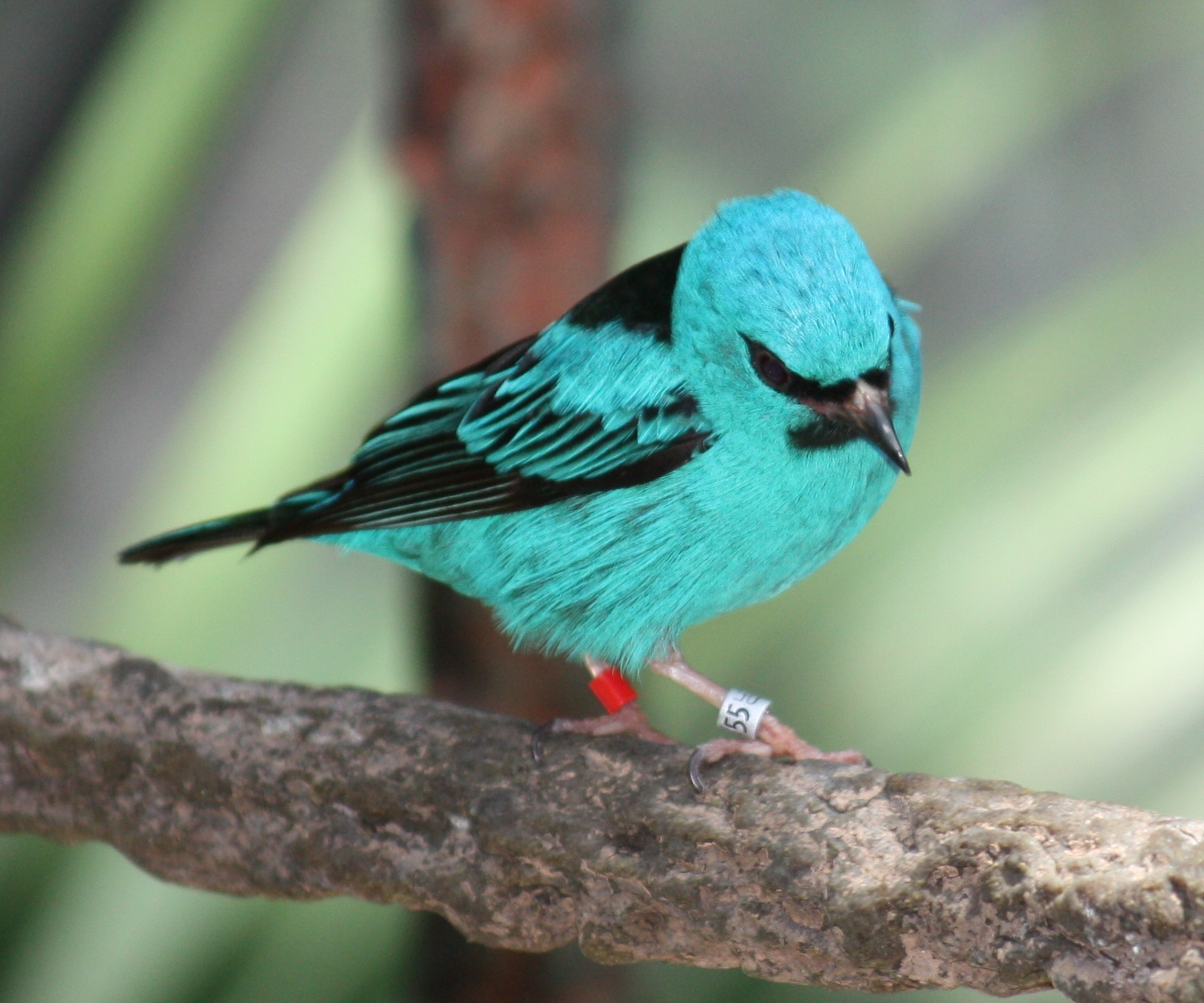
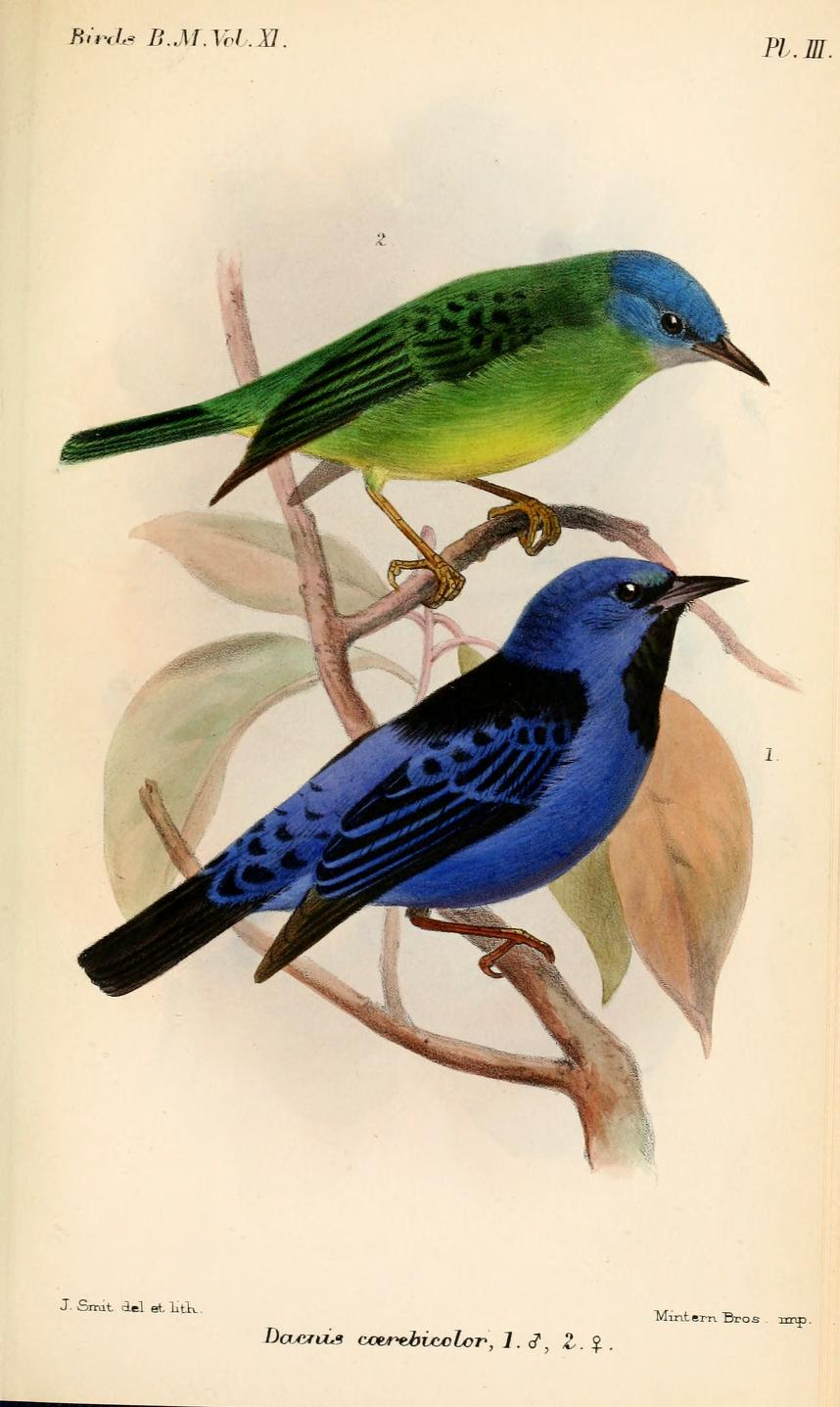
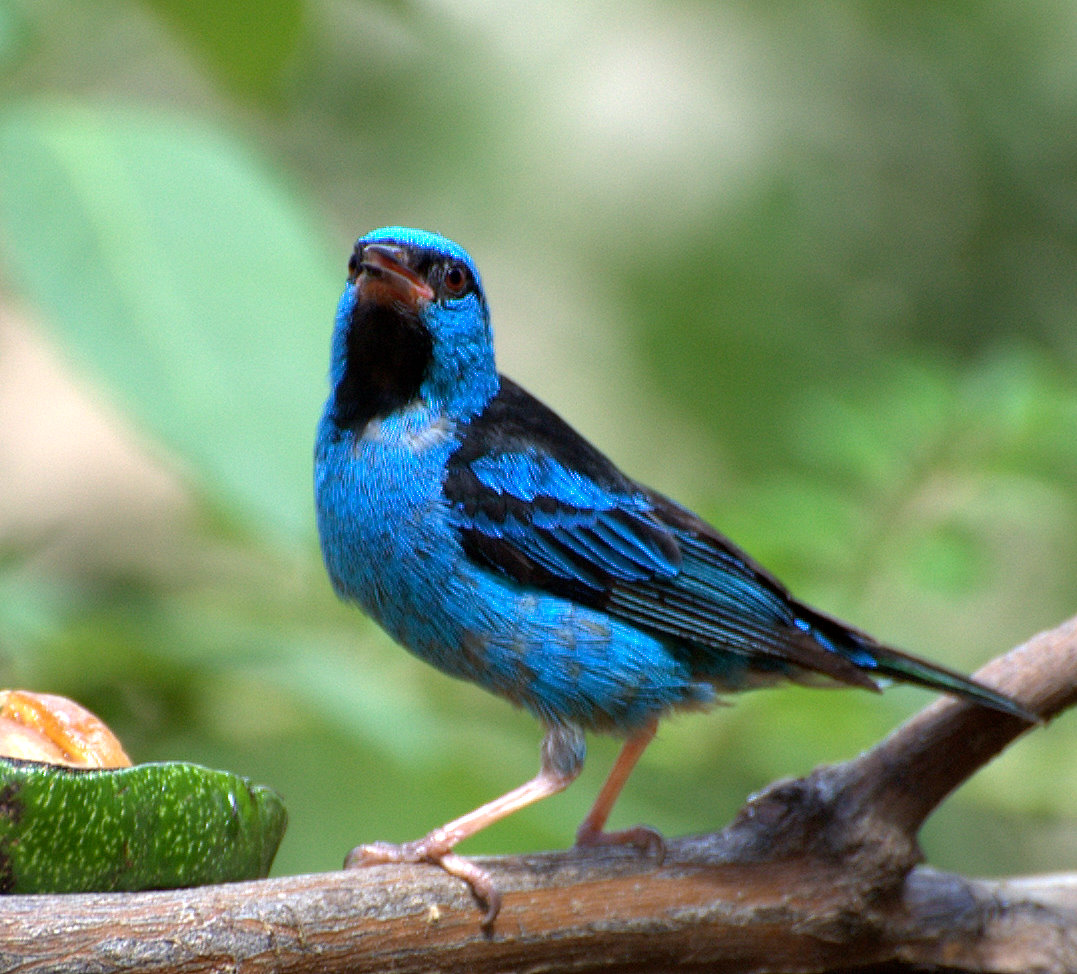
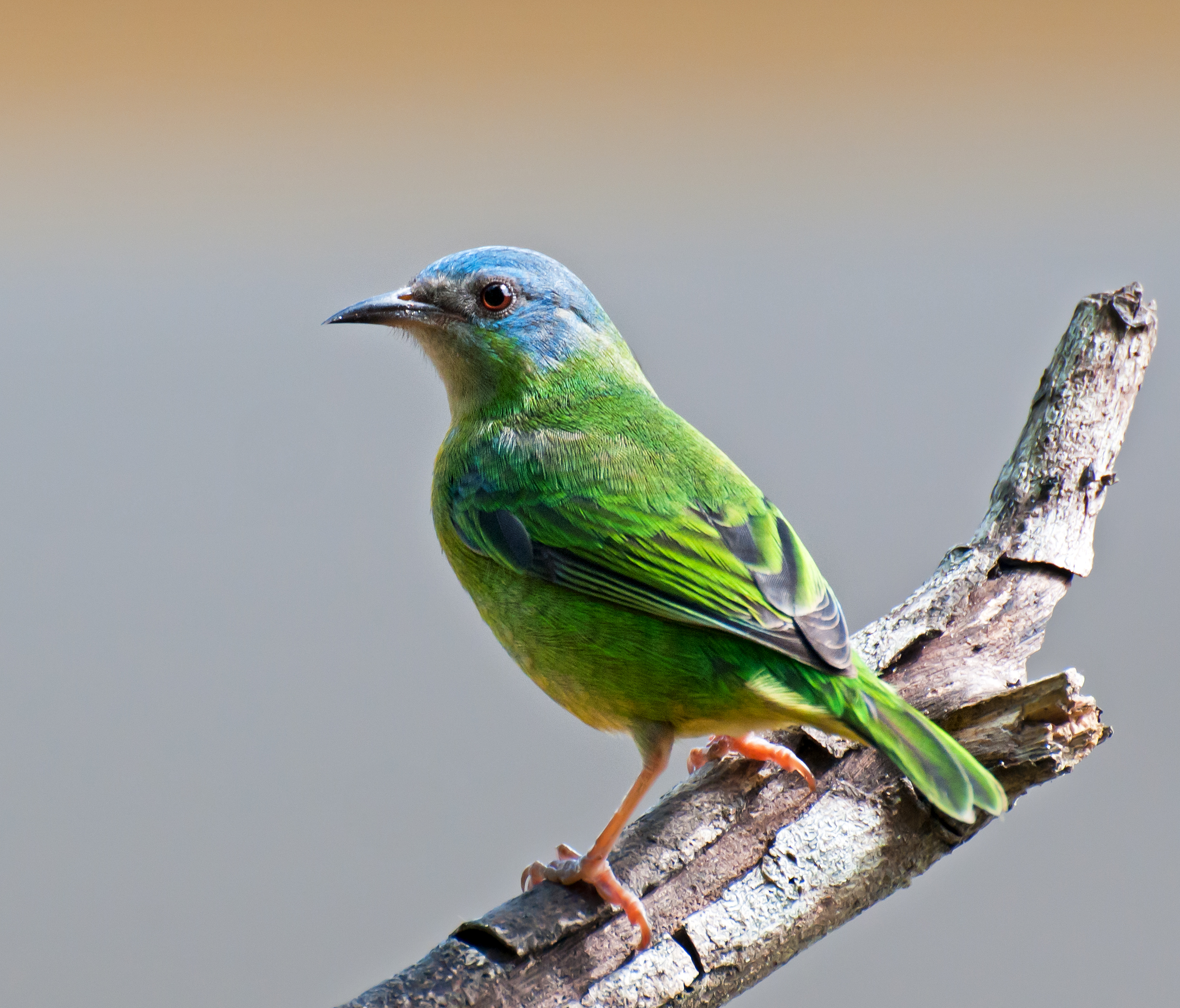
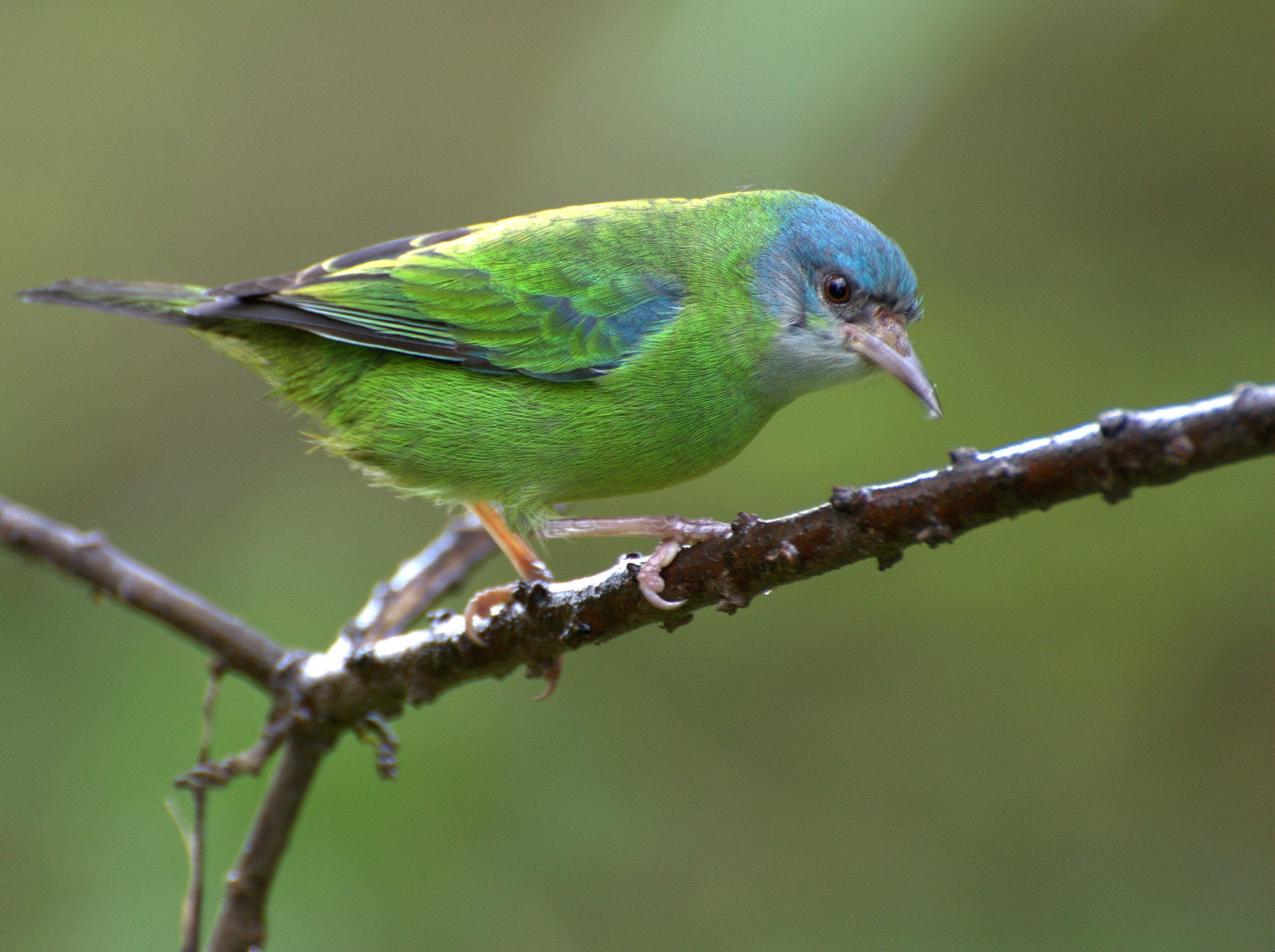